# Liga Deportiva Universitaria de Quito
La Liga Deportiva Universitaria, conosciuta come LDU, Liga de Quito o come Liga, è una società polisportiva ecuadoriana di Quito, conosciuta principalmente per la sua sezione calcistica, che milita in Serie A, la massima divisione del campionato ecuadoriano di calcio.
È stata la prima - e tuttora l'unica - squadra del paese e una delle quattro del Pacifico sudamericano, assieme ad Atlético Nacional, Once Caldas e Colo-Colo, a vincere almeno un'edizione della Coppa Libertadores (impresa riuscita nel 2008). Inoltre ha in bacheca due Coppe Sudamericane (2009, 2023) e due Recope Sudamericane (2009, 2010) ed è una delle cinque squadre sudamericane ad aver vinto tutti e tre i tornei organizzati attualmente dalla CONMEBOL, insieme a Boca Juniors, Independiente, River Plate e Internacional di Porto Alegre. 
Lo stadio per le gare casalinghe è il Rodrigo Paz Delgado, noto come la Casa Blanca, che può ospitare 55 000 spettatori.
Tra i club rivali di lunga data ci sono per primo l'Aucas, poi l'El Nacional, il Deportivo Quito e il Barcelona Sporting Club di Guayaquil.

## Storia

### Fondazione
La società fu fondata il 11 gennaio 1930 da un gruppo di studenti e di professori dell'Universidad Central del Ecuador. Nell'università era già attiva dal 1918 una squadra semi-professionistica che aveva il dottor César Jácome Moscoso come leader. Nel 1930, con il dottor Bolívar León come presidente, cominciò la storia del LDU. In quegli anni la società aveva branche in diversi sport: calcio, pallacanestro, atletica, pugilato, baseball, nuoto, tennis tavolo e scacchi.
Il budget iniziale fu di 500 sucres. Le prime squadre avevano come giocatori gli studenti dell'Universidad Central, che dovevano pagarsi le divise da gioco, le medicine e le altre spese. Fu il dr.
León a disegnare la prima uniforme da calcio: una maglia bianca con una U rossa sopra due triangoli, uno blu e l'altro rosso (molto simile allo stemma dell'ateneo), pantaloncini e calzettoni bianchi.
Tra i primi giocatori ci furono Carlos Andrade Marín, Enrique Mosquera, Alfonso Cevallos, Alfonso Troya e el Mono Icaza.

### I primi anni
Nel 1932 venne disputato un campionato di prima categoria nella provincia del Pichincha. A quel torneo presero parte cinque squadre: LDU, Gladiador, Gimnástico, Atlétic e Cleveland. Il LDU vinse tutte le sue gare e nella finale contro il Gladiador, giocata nello stadio El Ejido della città, vinse 4-0. In quella squadra giocavano Jorge Zapater, Eduardo Flores, Alfonso Cevallos, César González, Jorge Vallarino, Jorge Naranjo, Bolívar Ñato León, Alejandro Dávalos, Humberto Yáñez, Humberto Freire ed Ernesto Guevara, mentre l'allenatore era lo stesso Bolívar León. Fu quello il primo titolo nella storia del LDU.

### Il primo Superclassico
L'11 febbraio 1945 venne disputata la prima gara tra LDU e Aucas: quell'incontro sarebbe diventato il più importante della provincia, e il secondo più importante in tutto l'Ecuador. Era nato il Superclassico. Quel primo match si chiuse in pareggio, 1-1. La Federazione calcistica del Pichincha aveva deciso di dare l'opportunità alla squadra vincitrice di salire in prima divisione ecuadoriana. Sembrava che l'Aucas avrebbe facilmente dominato e vinto la partita facilmente. Nonostante ciò fu il LDU a dettare il gioco, anche se la gara si chiuse in pareggio.
Alcuni giorni dopo, domenica 18 febbraio, i due team si reincontrarono: il punteggio finale fu di 2-2. Il LDU stava vincendo 2-0; poco dopo l'Aucas segnò un gol, e, allo scadere dei 90 minuti, il cronometrista fece terminare la gara, mentre l'arbitro non lo badò e fece continuare il match per altri due minuti, cosicché l'Aucas segnò di nuovo. Il pubblico non ci credeva e non permise la continuazione della gara (i tempi supplementari) finché non fosse stato sostituito l'arbitro. Alla fine il gioco poté riprendere, ma il punteggio rimase invariato. La gente cominciò allora a reclamare che entrambe le squadre meritavano di andare in prima categoria, altrimenti nessuna delle due. Curiosamente, in quell'anno il LDU aveva il suo primo giocatore e allenatore straniero, El Chile Díaz, cileno.

### Ultimi anni
La squadra, nota per avere una tifoseria caldissima, partecipa dal 2004 sia alla Coppa Libertadores sia alla Coppa Sudamericana: in questi anni los Albos hanno battuto squadre come Santos, San Paolo, River Plate e Boca Juniors.
Nella stagione 2008 il club vince per la prima volta la Coppa Libertadores, competizione dove era arrivata ai quarti nel 2006, battendo nella doppia finale la formazione brasiliana della Fluminense. Nella gara di andata a Quito la LDU si impone per 4-2, mentre i brasiliani vincono per 3-1 al ritorno. Ai tiri di rigore la Liga vince il trofeo, prima squadra ecuadoriana a riuscire nell'impresa.
Nel dicembre del 2008 partecipa alla Coppa del Mondo per club FIFA, dove raggiunge la finale, persa contro il Manchester Utd (0-1). Nel 2009 vince la Recopa Sudamericana contro l'Internacional di Porto Alegre (battuto sia all'andata che al ritorno) e la Copa Sudamericana, battendo nuovamente la Fluminense in finale, come già nella Libertadores dell'anno precedente (vittoria all'andata in casa per 5-1, sconfitta per 0-3 nel ritorno in trasferta). Nell'estate 2010 si aggiudica la seconda Recopa Sudamericana superando nella doppia finale gli argentini dell'Estudiantes (vittoria casalinga per 2-1, pareggio 0-0 in trasferta).
Nel 2010 la LDU conquista il suo decimo titolo nazionale imponendosi nella finale nazionale contro l'Emelec, vincendo 2-0 la finale di andata e perdendo per 1-0 la gara di ritorno.

## Organico

### Rosa 2021
| N. |                      | Ruolo | Calciatore          |
| -- | -------------------- | ----- | ------------------- |
| 1  | Ecuador (bandiera)   | P     | Leonel Nazareno     |
| 4  | Ecuador (bandiera)   | D     | Luis Caicedo Medina |
| 5  | Argentina (bandiera) | C     | Lucas Villarruel    |
| 6  | Ecuador (bandiera)   | D     | Luis Ayala          |
| 7  | Ecuador (bandiera)   | C     | Édison Vega         |
| 8  | Ecuador (bandiera)   | C     | Jordy Alcívar       |
| 9  | Ecuador (bandiera)   | A     | Ronny Medina        |
| 10 | Perù (bandiera)      | A     | Paolo Guerrero      |
| 11 | Ecuador (bandiera)   | A     | Billy Arce          |
| 12 | Ecuador (bandiera)   | P     | Erik Viveros        |
| 13 | Ecuador (bandiera)   | D     | Pedro Perlaza       |
| 14 | Ecuador (bandiera)   | D     | José Quintero       |
| 15 | Ecuador (bandiera)   | D     | Franklin Guerra     |
| 16 | Ecuador (bandiera)   | A     | Djorkaeff Reasco    |

| N. |                      | Ruolo | Calciatore        |
| -- | -------------------- | ----- | ----------------- |
| 18 | Argentina (bandiera) | C     | Lucas Piovi       |
| 19 | Colombia (bandiera)  | A     | Cristian Martínez |
| 20 | Ecuador (bandiera)   | D     | Christian Cruz    |
| 21 | Ecuador (bandiera)   | D     | Andersson Ordóñez |
| 22 | Argentina (bandiera) | P     | Adrián Gabbarini  |
| 23 | Uruguay (bandiera)   | C     | Matías Zunino     |
| 24 | Ecuador (bandiera)   | D     | Moisés Corozo     |
| 26 | Ecuador (bandiera)   | C     | Jhojan Julio      |
| 29 | Ecuador (bandiera)   | C     | Adolfo Muñoz      |
| 32 | Ecuador (bandiera)   | A     | Nilson Angulo     |
| 33 | Ecuador (bandiera)   | A     | Jairón Charcopa   |
|    | Uruguay (bandiera)   | D     | Carlos Rodríguez  |
|    | Paraguay (bandiera)  | A     | Luis Amarilla     |
|    | Argentina (bandiera) | A     | Juan Cruz Kaprof  |

### Rosa 2019
| N. |                      | Ruolo | Calciatore        |
| -- | -------------------- | ----- | ----------------- |
| 1  | Ecuador (bandiera)   | P     | Leonel Nazareno   |
| 2  | Argentina (bandiera) | D     | Hernán Pellerano  |
| 3  | Uruguay (bandiera)   | D     | Carlos Rodríguez  |
| 4  | Ecuador (bandiera)   | D     | Horacio Salaberry |
| 5  | Ecuador (bandiera)   | D     | Antonio Valencia  |
| 7  | Ecuador (bandiera)   | C     | Édison Vega       |
| 8  | Ecuador (bandiera)   | C     | William Ocles     |
| 9  | Ecuador (bandiera)   | C     | Jacob Murillo     |
| 10 | Ecuador (bandiera)   | C     | Andrés Chicaiza   |
| 11 | Ecuador (bandiera)   | C     | Anderson Julio    |
| 12 | Ecuador (bandiera)   | P     | Erik Viveros      |
| 13 | Ecuador (bandiera)   | C     | Jordy Alcívar     |
| 14 | Ecuador (bandiera)   | D     | José Quintero     |
| 15 | Ecuador (bandiera)   | D     | Franklin Guerra   |
| 16 | Ecuador (bandiera)   | C     | Julio Angulo      |
| 17 | Ecuador (bandiera)   | A     | Juan Anangonó     |

| N. |                      | Ruolo | Calciatore          |
| -- | -------------------- | ----- | ------------------- |
| 18 | Ecuador (bandiera)   | C     | Jefferson Orejuela  |
| 19 | Colombia (bandiera)  | A     | Cristian Martínez   |
| 20 | Ecuador (bandiera)   | D     | Christian Cruz      |
| 21 | Ecuador (bandiera)   | D     | Andersson Ordóñez   |
| 22 | Argentina (bandiera) | P     | Adrián Gabbarini    |
| 23 | Ecuador (bandiera)   | D     | Luis Caicedo Medina |
| 24 | Ecuador (bandiera)   | D     | Kevin Minda         |
| 25 | Ecuador (bandiera)   | D     | Édison Realpe       |
| 26 | Ecuador (bandiera)   | C     | Jhojan Julio        |
| 27 | Uruguay (bandiera)   | A     | Rodrigo Aguirre     |
| 28 | Ecuador (bandiera)   | C     | José Luis Cazares   |
| 29 | Ecuador (bandiera)   | C     | Adolfo Muñoz        |
| 30 | Ecuador (bandiera)   | D     | Renny Folleco       |
| 31 | Ecuador (bandiera)   | A     | Djorkaeff Reasco    |
| 40 | Ecuador (bandiera)   | A     | José Ayoví          |

### Rosa 2016
| N. |                      | Ruolo | Calciatore                  |
| -- | -------------------- | ----- | --------------------------- |
| 2  | Ecuador (bandiera)   | D     | Norberto Araujo             |
| 4  | Ecuador (bandiera)   | D     | Julio Ayoví                 |
| 5  | Ecuador (bandiera)   | C     | Jefferson Intriago          |
| 6  | Ecuador (bandiera)   | C     | Édison Vega                 |
| 7  | Ecuador (bandiera)   | A     | Carlos Tenorio              |
| 8  | Ecuador (bandiera)   | C     | Fernando Hidalgo            |
| 9  | Ecuador (bandiera)   | A     | Daniel Angulo               |
| 10 | Argentina (bandiera) | C     | Diego Morales               |
| 11 | Cile (bandiera)      | C     | Edson Puch                  |
| 12 | Ecuador (bandiera)   | D     | José Madrid                 |
| 13 | Ecuador (bandiera)   | C     | Néicer Reasco               |
| 14 | Ecuador (bandiera)   | C     | José Quinteros              |
| 15 | Argentina (bandiera) | C     | Exequiel Benavídez          |
| 16 | Ecuador (bandiera)   | C     | José Francisco Cevallos Jr. |

| N. |                     | Ruolo | Calciatore          |
| -- | ------------------- | ----- | ------------------- |
| 17 | Ecuador (bandiera)  | C     | Hancel Batalla      |
| 18 | Ecuador (bandiera)  | C     | Alejandro Villalva  |
| 19 | Ecuador (bandiera)  | C     | Jairo Padilla       |
| 20 | Paraguay (bandiera) | C     | Enrique Vera        |
| 21 | Ecuador (bandiera)  | A     | Luis Bolaños        |
| 22 | Ecuador (bandiera)  | P     | Alexander Domínguez |
| 23 | Ecuador (bandiera)  | D     | Luis Cangá          |
| 24 | Ecuador (bandiera)  | D     | Pervis Estupiñán    |
| 25 | Ecuador (bandiera)  | P     | Daniel Viteri       |
| 27 | Ecuador (bandiera)  | D     | Luis Romero         |
| 28 | Ecuador (bandiera)  | P     | Leonel Nazareno     |
| 29 | Ecuador (bandiera)  | C     | Luis Congo          |
| 30 | Uruguay (bandiera)  | C     | Brahian Alemán      |
|    | Ecuador (bandiera)  | C     | Francisco Rojas     |

### Rosa 2012
| N. |                      | Ruolo | Calciatore        |
| -- | -------------------- | ----- | ----------------- |
| 1  | Ecuador (bandiera)   | P     | Daniel Viteri     |
| 2  | Ecuador (bandiera)   | D     | Norberto Araujo   |
| 3  | Ecuador (bandiera)   | D     | Luis Luna         |
| 4  | Ecuador (bandiera)   | C     | Ulises de la Cruz |
| 5  | Ecuador (bandiera)   | C     | Paúl Ambrosi      |
| 7  | Ecuador (bandiera)   | C     | Miller Bolaños    |
| 9  | Ecuador (bandiera)   | A     | Walter Calderón   |
| 12 | Ecuador (bandiera)   | D     | Galo Corozo       |
| 13 | Ecuador (bandiera)   | C     | Néicer Reasco     |
| 16 | Argentina (bandiera) | A     | Hernán Barcos     |
| 17 | Ecuador (bandiera)   | C     | Lucedido Torres   |
| 18 | Ecuador (bandiera)   | C     | Fernando Hidalgo  |

| N. |                     | Ruolo | Calciatore          |
| -- | ------------------- | ----- | ------------------- |
| 20 | Paraguay (bandiera) | C     | Enrique Vera        |
| 22 | Ecuador (bandiera)  | P     | Alexander Domínguez |
| 24 | Ecuador (bandiera)  | D     | José Luis Valencia  |
| 50 | Ecuador (bandiera)  | C     | Richard Calderón    |
| 51 | Ecuador (bandiera)  | A     | Ángel Ledesma       |
| 52 | Ecuador (bandiera)  | C     | José Pabón          |
| 53 | Ecuador (bandiera)  | C     | Sandro Rojas        |
| 54 | Ecuador (bandiera)  | D     | Marlón Ganchozo     |
| 61 | Ecuador (bandiera)  | C     | Édison Méndez       |
| 66 | Ecuador (bandiera)  | A     | Carlos Tenorio      |
| 92 | Ecuador (bandiera)  | C     | Elvis Bone          |

## Palmarès

### Competizioni nazionali
- Campionato ecuadoriano: 13

1969, 1974, 1975, 1990, 1998, 1999, 2003, 2005 (Apertura), 2007, 2010, 2018, 2023, 2024
- Copa Ecuador: 1

2019
- Supercoppa ecuadoriana: 3

2020, 2021, 2025
- Serie B: 2

1974, 2001

### Competizioni internazionali
- Coppa Libertadores: 1  (record ecuadoriano)

2008
- Recopa Sudamericana: 2  (record ecuadoriano)

2009, 2010
- Coppa Sudamericana: 2  (record condiviso con l'Athl. Paranaense, l'Independiente, l'Independiente del Valle e Boca Juniors)

2009, 2023